# Дашаев, Умалат Якубович
Умалат Якубович Дашаев (чечен. Даши Якъубин воӀ Умалат; 12 февраля 1956 — 28 декабря 1994, Ханкала) — чеченский военный деятель, участник грузино-абхазской и первой российско-чеченской войн, командир Отдельного батальона специального назначения «Борз» (ОБСН «Борз») Вооружённых сил ЧРИ. Руководитель обороны Ханкалы во время первой российско-чеченской войны. Посмертно награждён высшей государственной наградой Ичкерии — орденом: «Герой нации».

## Биография
Умалат Дашаев родился 1956 году. Выходец из чеченского тайпа Варандой. Проживал в селе Пригородное, ныне внутригородской посёлок имени Шейха Изнаура, г. Грозный.
В августе 1992 года, во время начала войны в Абхазии, вместе с Русланом Гелаевым, Шамилем Басаевым, Али Адаевым и другими добровольцами из Чечни отправился в Абхазию в качестве командира чеченских добровольцев, чтобы воевать на абхазской стороне.
С 29 августа 1992 года участвовал в боях, совершая дерзкие вылазки в тыл врага. По рассказам абхазов, во всех боевых операциях проявлял себя исключительно как храбрый и бесстрашный командир.
В сентябре 1992 года Умалат Дашаев в одном из боевых рейдов в районе Гагры с группой добровольцев подбил автобус с боеприпасами и БМП противника. Принимал участие в операции по освобождению города Гагры.
В ноябре 1992 года Умалт был ранен в одном из боёв. После того, как рана зажила, он вновь вернулся в строй.
В мае 1993 года Дашаев с группой подчиненных проник в село Каман и захватил огневые точки противника.
16 мая во время второго рейда на село Каман его группа сожгла 3 дома и уничтожила около 70 солдат вражеских сил.
В июле 1993 года Умалат Дашаев участвовал в наступательной операции и под ожесточённым огнём противника выносил раненых и убитых товарищей с поля боя.
В сентябре 1993 года он участвовал в наступлении по освобождению города Сухум.
После окончания абхазской войны вернулся на родину. Участвовал в разгроме так называемых пророссийских сил Бислана Гантамирова, Умара Автурханова, Руслана Лабазанова и других. И вскоре участвовал в первой чеченской войне. Умалат был неоднократно ранен, в одном из боёв потерял правый глаз.
24-28 декабря 1994 года руководил обороной Ханкалы, командуя Отдельным батальоном специального назначения «Борз», ВС ЧРИ.
По версии сайта чеченских сепаратистов, Умалат погиб при обороне Ханкалы 28 декабря 1994 года, в начале первой российско-чеченской войны, отражая танковую атаку 133-го танкового батальона, был трижды ранен, но продолжал отражать атаку, стреляя по танкам из гранатомёта, пока не погиб.
Указом первого президента Чеченской Республики Ичкерия Джохара Дудаева, посмертно награждён высшей государственной наградой Чеченская Республика Ичкерия — орденом: «Герой Нации».

## Книги
на русском языке
- Яндарбиев З. А. Чечения — битва за свободу. — Киев: Svoboda narodiv, 2007. — С. 30.
- Дудаева, Алла Фёдоровна. Миллион первый. — ISBN 5-98042-013-4, 978-5-98042-013-0.
- Франческо Бенедетти, Исмаил Акаев. Свобода или смерть. История Чеченской Республики. От революции к войне. 1991–1994. — Litres, 2022-05-19. — 487 с. — ISBN 978-5-04-442478-4.
- Султан Яшуркаев. Царапины на осколках: хроника-эссе. — Graalʹ, 2002. — 440 с. — ISBN 978-5-94688-033-6.

на чеченском языке
- Бенедетти Франческо, ИсмаIал Акаев. Маршо йа Iожалла. Нохчийн Республика Ичкерин истори. I-ра том. — Litres, 2022-07-15. — 413 с. — ISBN 978-5-04-453054-6.